# ريان فرانكلين
ريان فرانكلين (بالإنجليزية: Ryan Franklin)‏ هو لاعب كرة قاعدة أمريكي، ولد في 5 مارس 1973 في فورت سميث في الولايات المتحدة.

## وصلات خارجية
- ريان فرانكلين على موقع دوري كرة القاعدة الرئيسي (الإنجليزية)
- ريان فرانكلين على موقعبيزبول رفرنس.كوم (الدوري الرئيسي) (الإنجليزية)
- ريان فرانكلين على موقعبيزبول رفرنس.كوم (الدوري الثانوي) (الإنجليزية)
- ريان فرانكلين على موقع إي إس بي إن.كوم (أم.أل.بي) (الإنجليزية)
- ريان فرانكلين على موقع مشجعي الرسوم البيانية (الإنجليزية)
- ريان فرانكلين على موقع أوليمبيديا (الإنجليزية)